# Discestra inquieta
Discestra inquieta là một loài bướm đêm trong họ Noctuidae.